# Когда нарушаются обещания
«Когда нарушаются обещания» (англ. When The Vows Break) — телевизионный фильм-драма режиссёра Эрик Тилла, снятый специально для канала Lifetime. Главную роль женщины, защищающую себя в суде в бракоразводном процессе, играет Патти Дьюк

## Сюжет
Главная героиня Барбара Паркер после двадцати лет семейной жизни осознает, что муж её подавляет, ни во что не ставит её мнение и сам принимает все решения. И тогда она решает подать на развод. Ей приходится разводиться через суд, поскольку муж не желает оставить ей ничего кроме алиментов и возможности жить в доме. Кроме того, Барбара влюбляется в пожилого мужчину, который вскоре умирает от лейкемии.

## В ролях
- Патти Дьюк — Барбара Паркер
- Доннелли Роудс — Джин
- Линда Дано — Хелена
- Арт Хиндл — Арт
- Меган Лейтч — Сьюзан
- Бренда Робинс
- Малкольм Стюарт — адвокат Барбары Паркер
- Робин Гэммел — судья Wendell Adams
- Скотт Беллис — Стэн
- Уильям Б. Дэвис — Др. Александр
- Роберт Клозир — судья
- Мэррет Грин — комментатор службы новостей
- Беннита Ха — нянюшка Донна
- Крис Хэмпфри — Леон Франк
- Линн Джонсон — Marilyn Webb
- Карин Коновал —  Clerk Sybill
- Хротгар Мэтьюз — Дэйл
- Кевин МакНалти — Джо Ранд
- Джерри Вассерман — Мр. Морли
- Эндрю Вилер — репортер

## Съёмочная группа
- Режиссёр: Эрик Тилл
- Продюсер: Мэриэн Риис 
Харольд Тиченор
- Сценарист: Беннита Гарвин
- Композитор: Гленн Морли
- Оператор: Роберт МакЛаклен

## Критика
Рецензент журнала Variety Тодд Эверетт в целом положительно отозвался о фильме, похвалив актёрскую игру Патти Дьюк, отметив, однако, недоработки в сценарии.